# کراسنا هورا ناد ولتاووو
کراسنا هورا ناد ولتاووو (به چکی: Krásná Hora nad Vltavou) یک منطقهٔ مسکونی در جمهوری چک است که در ناحیه پریبرام واقع شده‌است.